# 川尻蓮
川尻 蓮（日语：／ Kawashiri Ren，1997年03月02日—）日本偶像藝人及舞者，出身於福岡縣，是日本男子偶像團體JO1的成員。所屬經紀公司為LAPONE娱乐。在2019年的實境選秀節目「PRODUCE 101 JAPAN」中以第2名的成績成為團體JO1成員。

## 經歷
川尻蓮自小學五年級便開始學習跳舞，在中學時期時因為觀看了韓國男子團體BIGBANG的舞台影片而開始有想要學習唱歌的契機，也在VMMS（Very Merry Music School）有學習唱歌一年經驗。高中畢業後至東京開始從事跳舞的工作，在出道前便已累積在藝人演唱會擔任伴舞的經驗和擔任舞蹈老師工作。
在2019年參加實境選秀節目《PRODUCE 101 JAPAN》，經由練習生們票選擔任節目主題曲「 ツカメ～It's Coming～ 」的Center。在12月11日首播的《PRODUCE 101 JAPAN》最終決賽的排名投票中，以取得第2名的成績，成為該節目最終11名練習生所組成的JO1成員，團體將在2020年3月4日發行出道單曲，並正式展開活動。

## 人物
- 身高173cm、體重60kg。[9]

## 出演

### Live及演唱會
- SMAP （2014年11月、福岡巨蛋）支援舞者
- a-nation （2015年8月、長居陸上競技場）表演舞者
- DREAMS COME TRUE 『史上最強の移動遊園地 DREAMS COME TRUE WONDERLAND 2015』（2015年12月、長居陸上競技場）九州黒ドリ舞團成員身份伴舞
- FTISLAND 粉絲見面會「名探偵FT」（2017年2月、東京國際論壇、大阪府立國際會議場、名古屋國際會議場）伴舞
- 崔鍾訓  from FTISLAND 1st Solo Fanmeeting in Japan ～フニの声、舞、描～（2017年8月、中野太陽廣場）伴舞
- MYNAME「MYNAME LIVE 2017『MYNAME』～さよならからはじまるSTORY～ 」（2017年8月、東京國際論壇）伴舞
- Wanna One 「MAMA2017」（2017年11月、橫濱體育館）伴舞
- 『WORLD WIDE』（2018年1月、2019年1月）TEEバックアップ、XOX バックアップ  伴舞
- Lead 「Bumblebee」（2018年4月、サンシャイン池袋）伴舞
- スカイピース「vazride」（2018年6月、豊洲PIT）舞蹈演出
- Wanna One『ONE:THE WORLD IN TOKYO「kangaroo」』（2018年7月、幕張展覽館）伴舞
- 李炳憲 「LBH tour 2018」（2018年8月、大阪節慶音樂廳、中野太陽廣場）伴舞
- 山下智久 「TOMOHISA YAMASHITA LIVE TOUR 2018 UNLEASHED -FEEL THE LOVE-」（2018年9月〜12月）巡迴伴舞
- スカイピース 「Dream Stage Welcome in SkyPeaceisen Party Time」（2018年12月）巡迴伴舞
- Pentagon「The first Japan Zepp tour -Dear COSMO-」（2019年1月〜2月、東京公演、大阪公演）伴舞

### 電影
- 「HIGH&LOW The Movie 2 end of sky[[[Wikipedia:格式手册/链接#章節|錨點失效]]]」（2017年5月）舞蹈部分群眾演員[5]
- （2021年2月26日上映）單元  遠足學生[10]

### PV
- SHOW GO 『ガッチョリングサマー』（2015年7月）演員
- FlowBack『WE ARE!』（2017年7月）支援舞者
- 山下智久『Right moves』（2018年11月）伴舞&群演

### 電視節目
- バズリズム02（2018年11月23日、日本電視台）伴舞
- COUNT DOWN TV（2018年12月2日、2019年6月15日、TBS系列）伴舞
- MUSIC STATION（2019年6月21日、テレビ朝日）伴舞
- PRODUCE 101 JAPAN（2019年9月〜12月、TBS系列、GYAO!（日语：GYAO!））練習生

## 編舞作品
JO1
- My Friends
- YOLO-konde
- ALL HOURS

DXTEEN
- Sail Away

## 外部連結
- JO1官方網站的個人資料 （页面存档备份，存于）
- PRODUCE 101 JAPAN官方網站的個人資料 （页面存档备份，存于）